# Блинов, Владимир Михайлович
Владимир Михайлович Блинов (19 февраля 1918, Иваново-Вознесенск, Владимирская губерния — 18 декабря 1990, Москва) — советский государственный и политический деятель, министр юстиции РСФСР.

## Биография
Родился в 1918 году в Иваново-Вознесенске.
С 1937 года — на общественной и политической работе. Участник Великой Отечественной войны. В 1937—1984 гг. — курсант Высшего военно-морского училища им. М. В. Фрунзе, командир подразделения морской пехоты, глава Дубоссарского райкома комсомола, руководил отделом в райкоме ВКП(б), в аппарате Ивановского обкома КПСС, начальник сектора в Отделе административных и торгово-финансовых органов ЦК КПСС по РСФСР, Прокурор РСФСР, министр юстиции РСФСР, доцент ВЮЗИ.
Избирался депутатом Верховного Совета РСФСР 7-го, 8-го, 9-го, 10-го созывов.
Умер в Москве в 1990 году.